# 莉萨·阿尔扎玛索娃
莉萨·阿尔扎玛索娃（俄语：Лиза Арзамасова，拉丁化：Liza Arzamasova，1995年3月17日—），原名艾莉萨薇塔·尼古拉耶芙娜·阿尔扎玛索娃（Елизавета Николаевна Арзамасова），俄罗斯女歌手、戏剧和电影演员、主持人。出生于俄罗斯莫斯科。

## 音樂專輯
- 《我是你的太阳》

## 電影
- 《Pop》

## 電視節目
- 《爸爸的女儿们》

## 舞台劇
- 《冰与火》